# Jago Jeep
Jago Jeep – samochód terenowy produkowany przez brytyjską firmę Jago Automotive.